# Sportlövészet a 2012. évi nyári olimpiai játékokon (kvalifikáció)

## Kvalifikált országok

### Férfi sportpuska, összetett (50 m)
17 nemzet 23 versenyzője kvalifikálta magát.
| - Dél-Korea (KOR) (2) - Egyesült Államok (USA) (2) - Fehéroroszország (BLR) (2) - India (IND) (2) - Norvégia (NOR) (2) - Oroszország (RUS) (2) - Ausztrália (AUS) (1) - Ausztria (AUT) (1) - Egyiptom (EGY) (1) | - Franciaország (FRA) (1) - Horvátország (CRO) (1) - Kína (CHN) (1) - Nagy-Britannia (GBR) (1) - Németország (GER) (1) - Svájc (SUI) (1) - Szerbia (SRB) (1) - Szlovákia (SVK) (1) |

### Férfi sportpuska, fekvő (50 m)
17 nemzet 22 versenyzője kvalifikálta magát.
| - Argentína (ARG) (2) - Ausztrália (AUS) (2) - Dél-Korea (KOR) (2) - Egyesült Államok (USA) (2) - Németország (GER) (2) - Ausztria (AUT) (1) - Dánia (DEN) (1) - Fehéroroszország (BLR) (1) - Franciaország (FRA) (1) | - India (IND) (1) - Japán (JPN) (1) - Kína (CHN) (1) - Norvégia (NOR) (1) - Oroszország (RUS) (1) - Spanyolország (ESP) (1) - Svájc (SUI) (1) - Szlovénia (SLO) (1) |

### Férfi légpuska (10 m)
23 nemzet 29 versenyzője kvalifikálta magát.
| - Egyesült Államok (USA) (2) - Franciaország (FRA) (2) - India (IND) (2) - Kína (CHN) (2) - Olaszország (ITA) (2) - Oroszország (RUS) (2) - Ausztrália (AUS) (1) - Bulgária (BUL) (1) - Csehország (CZE) (1) - Egyiptom (EGY) (1) - Fehéroroszország (BLR) (1) - Hollandia (NED) (1) | - Horvátország (CRO) (1) - Izrael (ISR) (1) - Kanada (CAN) (1) - Kirgizisztán (KGZ) (1) - Magyarország (HUN) (1) - Mongólia (MGL) (1) - Németország (GER) (1) - Norvégia (NOR) (1) - Románia (ROU) (1) - Svájc (SUI) (1) - Ukrajna (UKR) (1) |

### Női sportpuska, összetett (50 m)
18 nemzet 25 versenyzője kvalifikálta magát.
| - Dél-Korea (KOR) (2) - Egyesült Államok (USA) (2) - Franciaország (FRA) (2) - Németország (GER) (2) - Kína (CHN) (2) - Oroszország (RUS) (2) - Ukrajna (UKR) (2) - Ausztrália (AUS) (1) - Dél-afrikai Köztársaság (RSA) (1) | - Észtország (EST) (1) - Finnország (FIN) (1) - Kazahsztán (KAZ) (1) - Kuba (CUB) (1) - Lengyelország (POL) (1) - Mexikó (MEX) (1) - Svájc (SUI) (1) - Szerbia (SRB) (1) - Szlovákia (SVK) (1) |

### Női légpuska (10 m)
22 nemzet 30 versenyzője kvalifikálta magát.
| - Csehország (CZE) (2) - Dánia (DEN) (2) - Egyesült Államok (USA) (2) - Irán (IRI) (2) - Kína (CHN) (2) - Lengyelország (POL) (2) - Németország (GER) (2) - Olaszország (ITA) (2) - Ausztria (AUT) (1) - Bulgária (BUL) (1) - Egyiptom (EGY) (1) | - Horvátország (CRO) (1) - Kuba (CUB) (1) - Kuvait (KUW) (1) - Malajzia (MAS) (1) - Mexikó (MEX) (1) - Nagy-Britannia (GBR) (1) - Norvégia (NOR) (1) - Szerbia (SRB) (1) - Szlovénia (SLO) (1) - Ukrajna (UKR) (1) - Új-Zéland (NZL) (1) |

### Férfi sportpisztoly (50 m)
15 nemzet 19 versenyzője kvalifikálta magát.
| - Dél-Korea (KOR) (2) - Kína (CHN) (2) - Olaszország (ITA) (2) - Oroszország (RUS) (2) - Egyesült Államok (USA) (1) - Fehéroroszország (BLR) (1) - Guatemala (GUA) (1) - Japán (JPN) (1) | - Katar (QAT) (1) - Kazahsztán (KAZ) (1) - Svájc (SUI) (1) - Szerbia (SRB) (1) - Szlovákia (SVK) (1) - Thaiföld (THA) (1) - Ukrajna (UKR) (1) |

### Férfi gyorstüzelő pisztoly (25 m)
13 nemzet 18 versenyzője kvalifikálta magát.
| - Csehország (CZE) (2) - Egyesült Államok (USA) (2) - Oroszország (RUS) (2) - Kína (CHN) (2) - Németország (GER) (2) - Ausztrália (AUS) (1) - Dél-Korea (KOR) (1) | - Egyiptom (EGY) (1) - India (IND) (1) - Kuba (CUB) (1) - Nagy-Britannia (GBR) (1) - Spanyolország (ESP) (1) - Ukrajna (UKR) (1) |

### Férfi légpisztoly (10 m)
22 nemzet 28 versenyzője kvalifikálta magát.
| - Egyesült Államok (USA) (2) - Fehéroroszország (BLR) (2) - Kína (CHN) (2) - Oroszország (RUS) (2) - Szerbia (SRB) (2) - Törökország (TUR) (2) - Ausztrália (AUS) (1) - Dél-Korea (KOR) (1) - Egyiptom (EGY) (1) - Finnország (FIN) (1) - Franciaország (FRA) (1) | - Irán (IRI) (1) - Nagy-Britannia (GBR) (1) - Németország (GER) (1) - Olaszország (ITA) (1) - Örményország (ARM) (1) - Portugália (POR) (1) - Spanyolország (ESP) (1) - Svájc (SUI) (1) - Szlovákia (SVK) (1) - Ukrajna (UKR) (1) - Vietnám (VIE) (1) |

### Női sportpisztoly (25 m)
18 nemzet 23 versenyzője kvalifikálta magát.
| - Bulgária (BUL) (2) - Kína (CHN) (2) - Nagy-Britannia (GBR) (2) - Oroszország (RUS) (2) - Thaiföld (THA) (2) - Ausztrália (AUS) (1) - Azerbajdzsán (AZE) (1) - Brazília (BRA) (1) - Egyesült Államok (USA) (1) | - Észak-Korea (PRK) (1) - India (IND) (1) - Japán (JPN) (1) - Magyarország (HUN) (1) - Mongólia (MGL) (1) - Németország (GER) (1) - Spanyolország (ESP) (1) - Svájc (SUI) (1) - Vietnám (VIE) (1) |

### Női légpisztoly (10 m)
20 nemzet 27 versenyzője kvalifikálta magát.
| - Ausztrália (AUS) (2) - Dél-Korea (KOR) (2) - Franciaország (FRA) (2) - Kína (CHN) (2) - Oroszország (RUS) (2) - Szerbia (SRB) (2) - Tajvan (TPE) (2) - Csehország (CZE) (1) - Fehéroroszország (BLR) (1) - Finnország (FIN) (1) | - Görögország (GRE) (1) - Grúzia (GEO) (1) - India (IND) (1) - Kanada (CAN) (1) - Lengyelország (POL) (1) - Mexikó (MEX) (1) - Németország (GER) (1) - Portugália (POR) (1) - Tunézia (TUN) (1) - Ukrajna (UKR) (1) |

### Férfi trap
24 nemzet 30 versenyzője kvalifikálta magát.
| - Ausztrália (AUS) (2) - Csehország (CZE) (2) - Horvátország (CRO) (2) - Olaszország (ITA) (2) - Oroszország (RUS) (2) - Spanyolország (ESP) (2) - Ausztria (AUT) (1) - Dominikai Köztársaság (DOM) (1) - Egyesült Arab Emírségek (UAE) (1) - Egyiptom (EGY) (1) - Fehéroroszország (BLR) (1) - Fidzsi-szigetek (FIJ) (1) | - Franciaország (FRA) (1) - Guatemala (GUA) (1) - India (IND) (1) - Katar (QAT) (1) - Kína (CHN) (1) - Kolumbia (COL) (1) - Kuvait (KUW) (1) - Nagy-Britannia (GBR) (1) - Németország (GER) (1) - Szlovákia (SVK) (1) - Szlovénia (SLO) (1) - Törökország (TUR) (1) |

### Férfi dupla trap
14 nemzet 18 versenyzője kvalifikálta magát.
| - Kína (CHN) (2) - Nagy-Britannia (GBR) (2) - Olaszország (ITA) (2) - Oroszország (RUS) (2) - Ausztrália (AUS) (1) - Brazília (BRA) (1) - Dél-afrikai Köztársaság (RSA) (1) | - Egyesült Arab Emírségek (UAE) (1) - Egyesült Államok (USA) (1) - India (IND) (1) - Kuvait (KUW) (1) - Magyarország (HUN) (1) - Málta (MLT) (1) - Svédország (SWE) (1) |

### Férfi skeet
21 nemzet 30 versenyzője kvalifikálta magát.
| - Ausztrália (AUS) (2) - Ciprus (CYP) (2) - Csehország (CZE) (2) - Dánia (DEN) (2) - Egyesült Államok (USA) (2) - Görögország (GRE) (2) - Nagy-Britannia (GBR) (2) - Olaszország (ITA) (2) - Svédország (SWE) (2) - Dél-Korea (KOR) (1) - Egyesült Arab Emírségek (UAE) (1) | - Egyiptom (EGY) (1) - Franciaország (FRA) (1) - Katar (QAT) (1) - Kuba (CUB) (1) - Kuvait (KUW) (1) - Mexikó (MEX) (1) - Németország (GER) (1) - Norvégia (NOR) (1) - Oroszország (RUS) (1) - Spanyolország (ESP) (1) |

### Női trap
18 nemzet 18 versenyzője kvalifikálta magát.
| - Ausztrália (AUS) (1) - Dél-Korea (KOR) (1) - Egyesült Államok (USA) (1) - Finnország (FIN) (1) - Franciaország (FRA) (1) - India (IND) (1) - Japán (JPN) (1) - Kína (CHN) (1) - Nagy-Britannia (GBR) (1) | - Namíbia (NAM) (1) - Németország (GER) (1) - Olaszország (ITA) (1) - Oroszország (RUS) (1) - San Marino (SMR) (1) - Spanyolország (ESP) (1) - Szlovákia (SVK) (1) - Tajvan (TPE) (1) - Törökország (TUR) (1) |

### Női skeet
17 nemzet 17 versenyzője kvalifikálta magát.
| - Ausztrália (AUS) (1) - Chile (CHI) (1) - Ciprus (CYP) (1) - Egyesült Államok (USA) (1) - Egyiptom (EGY) (1) - Franciaország (FRA) (1) - Kazahsztán (KAZ) (1) - Kína (CHN) (1) - Nagy-Britannia (GBR) (1) | - Németország (GER) (1) - Olaszország (ITA) (1) - Oroszország (RUS) (1) - Románia (ROU) (1) - Svédország (SWE) (1) - Szlovákia (SVK) (1) - Thaiföld (THA) (1) - Törökország (TUR) (1) |

## Résztvevők nemzetek szerint
| Nemzetek                | Ffi spő | Ffi spf | Ffi lp | Női spő | Női lp | Ffi spi | Ffi gyp | Ffi lpi | Női spi | Női lpi | Ffi t | Ffi dt | Ffi s | Női t | Női s | Összes |
| ----------------------- | ------- | ------- | ------ | ------- | ------ | ------- | ------- | ------- | ------- | ------- | ----- | ------ | ----- | ----- | ----- | ------ |
| Argentína               | –       | 2       | –      | –       | –      | –       | –       | –       | –       | –       | –     | –      | –     | –     | –     | 2      |
| Ausztrália              | 1       | 2       | 1      | 1       | –      | –       | 1       | 1       | 1       | 2       | 2     | 1      | 2     | 1     | 1     | 17     |
| Ausztria                | 1       | 1       | –      | –       | 1      | –       | –       | –       | –       | –       | 1     | –      | –     | –     | –     | 4      |
| Azerbajdzsán            | –       | –       | –      | –       | –      | –       | –       | –       | 1       | –       | –     | –      | –     | –     | –     | 1      |
| Brazília                | –       | –       | –      | –       | –      | –       | –       | –       | 1       | –       | –     | 1      | –     | –     | –     | 2      |
| Bulgária                | –       | –       | 1      | –       | 1      | –       | –       | –       | 2       | –       | –     | –      | –     | –     | –     | 4      |
| Chile                   | –       | –       | –      | –       | –      | –       | –       | –       | –       | –       | –     | –      | –     | –     | 1     | 1      |
| Ciprus                  | –       | –       | –      | –       | –      | –       | –       | –       | –       | –       | –     | –      | 2     | –     | 1     | 3      |
| Csehország              | –       | –       | 1      | –       | 2      | –       | 2       | –       | –       | 1       | 2     | –      | 2     | –     | –     | 10     |
| Dánia                   | –       | 1       | –      | –       | 2      | –       | –       | –       | –       | –       | –     | –      | 2     | –     | –     | 5      |
| Dél-afrikai Köztársaság | –       | –       | –      | 1       | –      | –       | –       | –       | –       | –       | –     | 1      | –     | –     | –     | 2      |
| Dél-Korea               | 2       | 2       | –      | 2       | –      | 2       | 1       | 1       | –       | 2       | –     | –      | 1     | 1     | –     | 14     |
| Dominikai Köztársaság   | –       | –       | –      | –       | –      | –       | –       | –       | –       | –       | 1     | –      | –     | –     | –     | 1      |
| Egyesült Arab Emírségek | –       | –       | –      | –       | –      | –       | –       | –       | –       | –       | 1     | 1      | 1     | –     | –     | 3      |
| Egyesült Államok        | 2       | 2       | 2      | 2       | 2      | 1       | 2       | 2       | 1       | –       | –     | 1      | 2     | 1     | 1     | 21     |
| Egyiptom                | 1       | –       | 1      | –       | 1      | –       | 1       | 1       | –       | –       | 1     | –      | 1     | –     | 1     | 8      |
| Észak-Korea             | –       | –       | –      | –       | –      | –       | –       | –       | 1       | –       | –     | –      | –     | –     | –     | 1      |
| Észtország              | –       | –       | –      | 1       | –      | –       | –       | –       | –       | –       | –     | –      | –     | –     | –     | 1      |
| Fehéroroszország        | 2       | 1       | 1      | –       | –      | 1       | –       | 2       | –       | 1       | 1     | –      | –     | –     | –     | 9      |
| Fidzsi-szigetek         | –       | –       | –      | –       | –      | –       | –       | –       | –       | –       | 1     | –      | –     | –     | –     | 1      |
| Finnország              | –       | –       | –      | 1       | –      | –       | –       | 1       | –       | 1       | –     | –      | –     | 1     | –     | 4      |
| Franciaország           | 1       | 1       | 2      | 2       | –      | –       | –       | 1       | –       | 2       | 1     | –      | 1     | 1     | 1     | 13     |
| Görögország             | –       | –       | –      | –       | –      | –       | –       | –       | –       | 1       | –     | –      | 2     | –     | –     | 3      |
| Grúzia                  | –       | –       | –      | –       | –      | –       | –       | –       | –       | 1       | –     | –      | –     | –     | –     | 1      |
| Guatemala               | –       | –       | –      | –       | –      | 1       | –       | –       | –       | –       | 1     | –      | –     | –     | –     | 2      |
| Hollandia               | –       | –       | 1      | –       | –      | –       | –       | –       | –       | –       | –     | –      | –     | –     | –     | 1      |
| Horvátország            | 1       | –       | 1      | –       | 1      | –       | –       | –       | –       | –       | 2     | –      | –     | –     | –     | 5      |
| India                   | 2       | 1       | 2      | –       | –      | –       | 1       | –       | 1       | 1       | 1     | 1      | –     | 1     | –     | 11     |
| Irán                    | –       | –       | –      | –       | 2      | –       | –       | 1       | –       | –       | –     | –      | –     | –     | –     | 3      |
| Izrael                  | –       | –       | 1      | –       | –      | –       | –       | –       | –       | –       | –     | –      | –     | –     | –     | 1      |
| Japán                   | –       | 1       | –      | –       | –      | 1       | –       | –       | 1       | –       | –     | –      | –     | 1     | –     | 4      |
| Kanada                  | –       | –       | 1      | –       | –      | –       | –       | –       | –       | 1       | –     | –      | –     | –     | –     | 2      |
| Katar                   | –       | –       | –      | –       | –      | 1       | –       | –       | –       | –       | 1     | –      | 1     | –     | –     | 3      |
| Kazahsztán              | –       | –       | –      | 1       | –      | 1       | –       | –       | –       | –       | –     | –      | –     | –     | 1     | 3      |
| Kína                    | 1       | 1       | 2      | 2       | 2      | 2       | 2       | 2       | 2       | 2       | 1     | 2      | –     | 1     | 1     | 23     |
| Kirgizisztán            | –       | –       | 1      | –       | –      | –       | –       | –       | –       | –       | –     | –      | –     | –     | –     | 1      |
| Kolumbia                | –       | –       | –      | –       | –      | –       | –       | –       | –       | –       | 1     | –      | –     | –     | –     | 1      |
| Kuba                    | –       | –       | –      | 1       | 1      | –       | 1       | –       | –       | –       | –     | –      | 1     | –     | –     | 4      |
| Kuvait                  | –       | –       | –      | –       | 1      | –       | –       | –       | –       | –       | 1     | 1      | 1     | –     | –     | 3      |
| Lengyelország           | –       | –       | –      | 1       | 2      | –       | –       | –       | –       | 1       | –     | –      | –     | –     | –     | 4      |
| Magyarország            | –       | –       | 1      | –       | –      | –       | –       | –       | 1       | –       | –     | 1      | –     | –     | –     | 3      |
| Malajzia                | –       | –       | –      | –       | 1      | –       | –       | –       | –       | –       | –     | –      | –     | –     | –     | 1      |
| Málta                   | –       | –       | –      | –       | –      | –       | –       | –       | –       | –       | –     | 1      | –     | –     | –     | 1      |
| Mexikó                  | –       | –       | –      | 1       | 1      | –       | –       | –       | –       | 1       | –     | –      | 1     | –     | –     | 4      |
| Mongólia                | –       | –       | 1      | –       | –      | –       | –       | –       | 1       | –       | –     | –      | –     | –     | –     | 2      |
| Nagy-Britannia          | 1       | –       | –      | –       | 1      | –       | 1       | 1       | 2       | –       | 1     | 2      | 2     | 1     | 1     | 13     |
| Namíbia                 | –       | –       | –      | –       | –      | –       | –       | –       | –       | –       | –     | –      | –     | 1     | –     | 1      |
| Németország             | 1       | 2       | 1      | 2       | 2      | –       | 2       | 1       | 1       | 1       | 1     | –      | 1     | 1     | 1     | 17     |
| Norvégia                | 2       | 1       | 1      | –       | 1      | –       | –       | –       | –       | –       | –     | –      | 1     | –     | –     | 6      |
| Olaszország             | –       | –       | 2      | –       | 2      | 2       | –       | 1       | –       | –       | 2     | 2      | 2     | 1     | 1     | 15     |
| Oroszország             | 2       | 1       | 2      | 2       | –      | 2       | 2       | 2       | 2       | 2       | 2     | 2      | 1     | 1     | 1     | 24     |
| Örményország            | –       | –       | –      | –       | –      | –       | –       | 1       | –       | –       | –     | –      | –     | –     | –     | 1      |
| Portugália              | –       | –       | –      | –       | –      | –       | –       | 1       | –       | 1       | –     | –      | –     | –     | –     | 2      |
| Románia                 | –       | –       | 1      | –       | –      | –       | –       | –       | –       | –       | –     | –      | –     | –     | 1     | 2      |
| San Marino              | –       | –       | –      | –       | –      | –       | –       | –       | –       | –       | –     | –      | –     | 1     | –     | 1      |
| Spanyolország           | –       | 1       | –      | –       | –      | –       | 1       | 1       | 1       | –       | 2     | –      | 1     | 1     | –     | 8      |
| Svájc                   | 1       | 1       | 1      | 1       | –      | 1       | –       | 1       | 1       | –       | –     | –      | –     | –     | –     | 7      |
| Svédország              | –       | –       | –      | –       | –      | –       | –       | –       | –       | –       | –     | 1      | 2     | –     | 1     | 4      |
| Szerbia                 | 1       | –       | –      | 1       | 1      | 1       | –       | 2       | –       | 2       | –     | –      | –     | –     | –     | 8      |
| Szlovákia               | 1       | –       | –      | 1       | –      | 1       | –       | 1       | –       | –       | 1     | –      | –     | 1     | 1     | 7      |
| Szlovénia               | –       | 1       | –      | –       | 1      | –       | –       | –       | –       | –       | 1     | –      | –     | –     | –     | 3      |
| Tajvan                  | –       | –       | –      | –       | –      | –       | –       | –       | –       | 2       | –     | –      | –     | 1     | –     | 3      |
| Thaiföld                | –       | –       | –      | –       | –      | 1       | –       | –       | 2       | –       | –     | –      | –     | –     | 1     | 4      |
| Törökország             | –       | –       | –      | –       | –      | –       | –       | 2       | –       | –       | 1     | –      | –     | 1     | 1     | 5      |
| Tunézia                 | –       | –       | –      | –       | –      | –       | –       | –       | –       | 1       | –     | –      | –     | –     | –     | 1      |
| Ukrajna                 | –       | –       | 1      | 2       | 1      | 1       | 1       | 1       | –       | 1       | –     | –      | –     | –     | –     | 8      |
| Új-Zéland               | –       | –       | –      | –       | 1      | –       | –       | –       | –       | –       | –     | –      | –     | –     | –     | 1      |
| Vietnám                 | –       | –       | –      | –       | –      | –       | –       | 1       | 1       | –       | –     | –      | –     | –     | –     | 2      |
| Összes nemzet 68        | 23      | 22      | 29     | 25      | 30     | 19      | 18      | 28      | 23      | 27      | 30    | 18     | 30    | 18    | 17    | 357    |